# XOR (jeu vidéo)
Pour les articles homonymes, voir XOR (homonymie).
XOR est un jeu vidéo de réflexion développé par Astral Software et édité par Logotron, sorti sur Amstrad CPC en 1987.

## Synopsis et Système de jeu
Deux écus, Magus et Questor, se trouvent piégés dans les labyrinthes de XOR et doivent progresser en déplaçant des objets divers et en évitant les pièges. Le jeu comporte 15 niveaux organisés en labyrinthes. Les deux personnages peuvent être intervertis pour résoudre les énigmes et ramasser tous les masques. Les objets principaux sont: les poissons, les poules, les poupées et les bombes, qui ont chacun leurs propriétés.